# Akke Björn Malmeström
Akke Björn Malmeström, född 19 november 1922 i Hamburg, död 1 maj 2020 i Sankt Görans distrikt, Stockholm, var en svensk skulptör och målare.
Han var son till Akke Malmeström och Ingrid Möller samt från 1951 gift med Anne Hélèn Isabel de Laval.
Malmeström studerade konst vid Leon Welamson tecknarskola i Stockholm 1940-1941 och vid Académie de la Grande Chaumière samt Académie Julian i Paris 1946-1950. Tillsammans med John Wipp och K Sandgren ställde han ut i SDS-hallen i Malmö 1954 och tillsammans med Bengt Ossler på Galerie Æsthetica i Stockholm 1956. Han deltog i utställningen Unga tecknare på Nationalmuseum 1950 samt med konstföreningar på olika platser i Sverige.
Bland hans offentliga arbeten märks lekskulpturen Vippfåglar i Haparanda.
Hans skulpturala konst består av föremål med abstrakta format skulpturer i järn.